# Florian Lacassie
Florian Lacassie (* 16. November 1990 in Toulon) ist ein französischer Volleyballspieler.

## Karriere
Lacassie begann seine Karriere 2006 in Cannes. 2008 ging er zu Beauvais Oise und in der Saison 2009/10 spielte er erstmals in der ersten französischen Liga. 2012 erreichte der Außenangreifer mit Beauvais das französische Pokalfinale. Danach wechselte er zu GFC Ajaccio. Mit dem Verein aus Korsika wurde er 2016 im Finale gegen Rennes nationaler Pokalsieger. 2017 wiederholte er diesen Erfolg, diesmal mit einem Finalsieg gegen Nantes. 2018 wurde Lacassie vom deutschen Bundesligisten SWD Powervolleys Düren verpflichtet. Mit der Mannschaft erreichte er das Halbfinale im DVV-Pokal und das Viertelfinale in den Bundesliga-Playoffs. Nach der Saison verließ er den Verein.